# Церква Введення в храм Пресвятої Богородиці (Мислова)
Церква Введення в храм Пресвятої Богородиці в Мисловій — парафія і храм Підволочиського благочиння Тернопільської єпархії Православної церкви України в селі Мислова Тернопільського району Тернопільської области.
Оголошена пам'яткою архітектури місцевого значення.

## Історія церкви
На місці дерев'яної каплички у 1914 році збудували церкву Введення в храм Пресвятої Богородиці. Фундатором була родина Микити Гораля. У 1969 році внутрішні стіни храму розмалював художник Косовський зі Скалата.
У 2000 році святиню оновили всередині.
Протягом 2005–2009 років упорядкували територію та встановили металеву огорожу.
Родини Чуфаїв, Карих та Мартинчуків придбали три нові дзвони.
За кошти жителів села сходи до храму виклали бруківкою.
Завдяки спільним зусиллям парафіян-жертводавців, серед яких родини Василя Чуфая, Ігоря Нагірного, Мирослава Лащка, Ростислава Осадчука та директор компанії «Мрія» Іван Гута, церкву перекрили, куполи замінили на позолочені та встановили нові хрести.

## Парохи
- о. Михайло Патрило (1925—1943),
- о. Сонрецький (1943—1945),
- о. Люблянецький (1945—1949),
- о. Бучинський (1949—1953),
- о. Мікурин (1953—1955),
- о. Носальський (1956—1960),
- о. Роман Воробкевич (1960—1968),
- о. Семеон Лісничук (1968—2004),
- о. Іван Нагуляк (з 2004).